# 火星的衛星
火星目前已知擁有2顆衛星，分別是火衛一與火衛二，都是火星從小行星帶中捕獲的天體。這2顆衛星都是在1877年由美國天文學家阿薩夫·霍爾所發現的，後來分別以希臘神話神祇福波斯及得摩斯，它們都是戰神阿瑞斯之子。除了上述兩顆衛星外，火星可能還有直徑小於50-100米的衛星，以及一個位於火衛一與火衛二之間的行星環。但是，上述天體還沒有被發現。

## 歷史

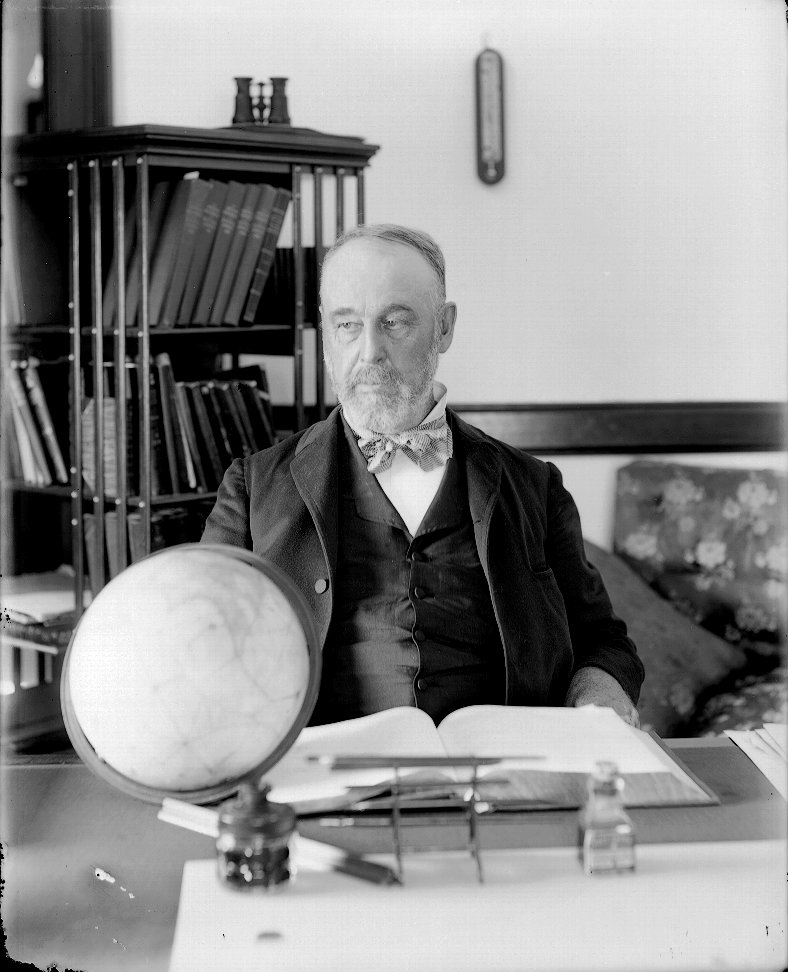
發現火衛一與火衛二的阿薩夫·霍爾

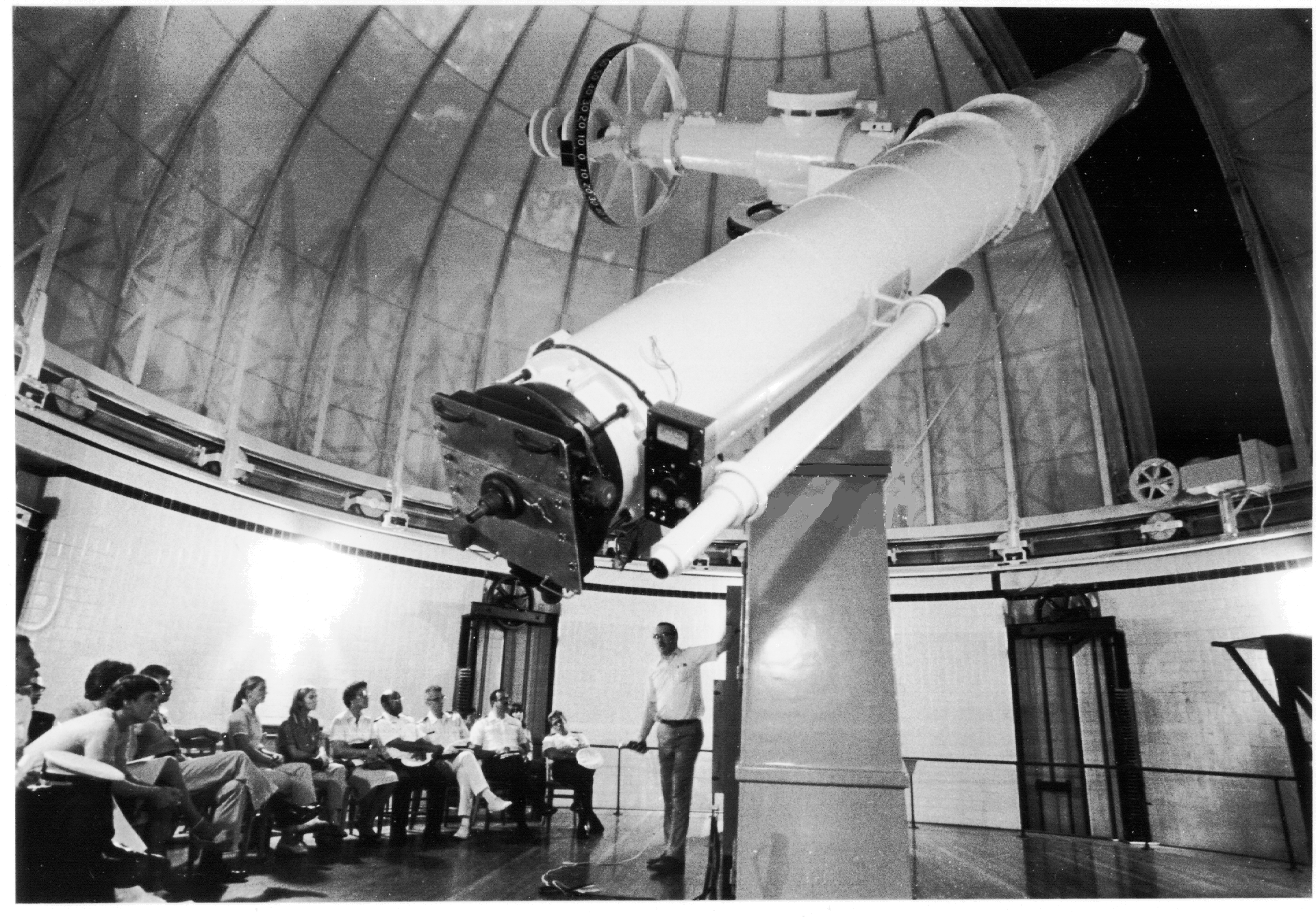
阿薩夫·霍爾用來發現火衛一與火衛二的望遠鏡

美國天文學家阿薩夫·霍爾在1877年經過長期的研究後確認火衛一與火衛二的存在，雖然在這之前已經有天文學家猜測火星衛星的存在。

### 早期的推測
天文學家長久以來就推測過火星衛星的是確實存在的，德國天文學家約翰內斯·克卜勒甚至曾經成功預測火衛的數目，雖然根據的是錯誤的邏輯推論：他認為木星擁有4顆衛星，而地球則有1顆，所以火星應該有2顆衛星存在。
也許是受到克卜勒的啟發，喬納森·斯威夫特的著名諷刺文學作品《格理弗遊記》在第3章拉普達之旅中就提出火星擁有2顆衛星的想法，認為拉普達人已經發現2顆衛星環繞火星，距離3倍與5倍火星直徑，公轉週期為10及21.5個小時。實際上火衛一與火衛二距離火星為1.4倍與3.5倍火星直徑，公轉週期為7.6及30.3個小時，與小說所描述的並不會相差很多。法國文學家伏爾泰1750年創作的短篇故事《微型巨人》（Micromégas）描述火星人造訪地球，並提到火星擁有2顆衛星，所以伏爾泰很可能受到斯威夫特的影響。在火星衛星被確認之後，2個位於火衛二的坑洞被命名為斯威夫特及伏爾泰。

### 發現
阿薩夫·霍爾分別在1877年8月12日協調世界時07:48及8月18日格林尼治標準時間09:14（這裡使用1925年之前的天文慣例，分別相當於華盛頓標準時間8月11日14:40及8月17日16:06）發現火衛二與火衛一，當時他正在華盛頓特區美國海軍天文台使用望遠鏡來搜尋火星衛星，因為他在8月10日曾經隱約觀測到它們，不過受到壞天氣的干擾。
在伊頓公學亨利·喬治·馬丹的建議下，火衛一與火衛二原本被拼成Phobus及Deimus，是根據古希臘敘事史詩《伊里亞德》第15章而來的。
用於發現的望遠鏡是位於吉博特姆的一支口徑為26英寸（66厘米）的折射望遠鏡。於1893年，折射望遠鏡的鏡頭獲重新安裝，被放在一個新的圓屋下，並一直被天文學家所使用，直到21世紀。

火星夜空所見到的火衛一（右邊）及火衛二（左邊），當時它們正從人馬座前方通過。這是由火星探測漫遊者精神號所攝得的影像

## 近來的探測活動
天文學家已經藉由許多探測器研究過這2顆火星衛星。斯格特·谢柏德（Scott S. Sheppard）及大衛·朱維特（David C. Jewitt）在最近對於這些不規則衛星的希爾球進行研究。這次研究範圍幾乎涵蓋希爾球全部的地區，不過火星散發出的零散光芒則影響火衛一及火衛二所在區域的一部份。目前天文學家並未發現任何視星等達到23.5等的新衛星，它的在反射率0.07的情況下半徑為0.09公里。

## 特性

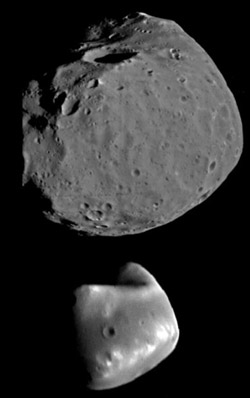
火衛一（上方）及火衛二（下方）的比較

火星的衛星是太陽系中最小的衛星之一。火衛一稍大於火衛二，並且僅在火星地表的6,000公里（3,700英里）上空公轉。至今還沒有任何衛星的軌道比火衛一要接近行星的地表。
如果觀測者站在靠近火星赤道的地表上觀測夜空，他將會看見火衛一的盤面可以達到滿月時的3分之1。它角直徑在升起時為8'，而在天頂時可以達到12'。如果觀測者距離赤道越遠，火衛一將會逐漸縮小，從火星的冰帽極地是無法看見它的，因為它終年位於地平線下方。而火衛二看起來更像是一顆行星或明亮的恆星，只比地球上看見的金星稍微大一點而已，角直徑約2'。而太陽在火星夜空的角直徑為21'。雖然火星上不會出現日全食，因為衛星太小而且距離過遠無法完全遮掩太陽。不過火衛一的月全食則是相當頻繁，幾乎每天晚上都會發生。
火衛一及火衛二的運動與月球的運動非常不同。移動快速的火衛一從西方升起，東方落下，並且在11個小時後再度上升。而剛好位於同步軌道外側的火衛二，則會以非常緩慢的速度從東邊升起。雖然火衛二的公轉週期超過30小時，但是它仍然會花費2.7天的時間才在西邊落下。
火衛一及火衛二都遭到潮汐鎖定，所以它們總是以同一個面朝著火星。因為火衛一移動的速度大於火星的自轉速度，所以它們之間的潮汐力正逐漸穩定地縮小公轉軌道，每100年將火衛一拉近火星1.8米。這意味著火衛一將會在50萬年內越過洛希極限，遭到潮汐力的撕裂。幾個火星表面的環形坑洞顯示過去可能曾經有其他小型衛星已經經歷這樣的過程，並導致火星表面的風貌完全改觀。而火衛二的距離夠遠，所以它與火星之間的距離逐漸緩慢的增加，與月球一樣。

## 火星環
火星的兩個衛星一直被認為可能產生一個環繞火星的環系統，由衛星受小隕星撞擊後飛濺的細小岩屑組成，稀薄黯淡不易觀察。經模擬顯示兩衛星會各產生一個環，這環並非平面，而是呈環體，且形狀會受太陽風影響而變形。1989年火衛一2號橫越火衛一軌道時、觀測到電漿與磁場異常的「火衛一事件」（Phobos events）常被拿來探究環的存在與否。

## 衛星的來源

說明火星如何從小行星獲得衛星的動畫

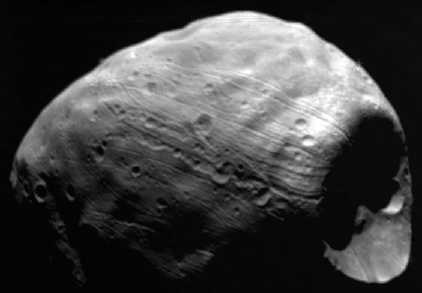
火衛一和斯蒂克尼隕石坑（右）

關於火星衛星的來源，至今仍然存在爭議。火衛一和火衛二的很多特質均與碳質C-型小行星相似，這些特質包括它們的電磁波譜、反照率和密度。基於它們的相似性，其中一種說法指出火星兩個衛星均來自主小行星帶。這兩顆衛星均擁有近圓形的軌道，幾乎等於火星的天球赤道，並因此需要透過潮汐圓化才能讓原本並不圓的軌道變得那麼圓。潮汐圓化是透過大氣阻力和潮汐力才能進行的，但現在仍然不清楚火衛二成為火星衛星的時間是不是足以讓潮汐圓化將其軌道變圓。另外，捕獲衛星也需要耗散一定的能量，而當前火星的大氣太薄，薄到不足以透過大氣阻力捕捉火衛一大小的天體。為此，杰弗里·兰迪斯指出，火衛一和火衛二可能是雙小行星系統，所以火星能夠捕獲它們。
火衛一可能是太陽系第二代形成的衛星，因為它是在火星形成後才成為火星的衛星，而非伴隨著火星形成。
另一種說法則指出火星本身有很多火衛一和火衛二大小的天體，而這些天體可能是火星與微行星撞擊後產生的。 火衛一內部的孔隙率很高（根據火衛一的密度：1.88 g/cm3，火衛一內部可能有約25%至35%體積是空洞的），與小行星的特質不一致。天文學家透過熱红外觀察火衛一，發現其成分主要為在火星上常見的層狀矽酸鹽。火衛一的光譜也與所有類別的球粒隕石相異，顯示火衛一並非小行星。此說法與解釋月球成因的大碰撞說一致。

## 數據
| 排序    | 编號及名稱 | 编號及名稱                 | 圖像 | 直徑（公里）           | 質量 (kg) | 半長軸（公里） | 公轉周期‡ (h) | 相對火星地表 的公轉周期 |
| ------- | ---------- | -------------------------- | ---- | ---------------------- | --------- | -------------- | ------------- | ----------------------- |
| Mars I  | 火衛一     | 英文名稱：Phobos [ˈfoʊbəs] |      | 22.2 km (27×21.6×18.8) | 1.08×1016 | 9 377 km       | 7.66          | 11.12 h (0.463 d)       |
| Mars II | 火衛二     | 英文名稱：Deimos [ˈdaɪməs] |      | 12.6 km (10×12×16)     | 2×1015    | 23 460 km      | 30.35         | 131 h (5.44 d)          |

## 圖集

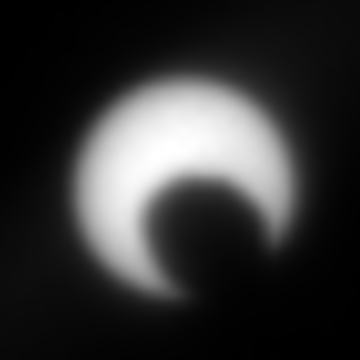
火衛一凌日。火衛一的角直徑约為12'，太阳的角直径约為21'。
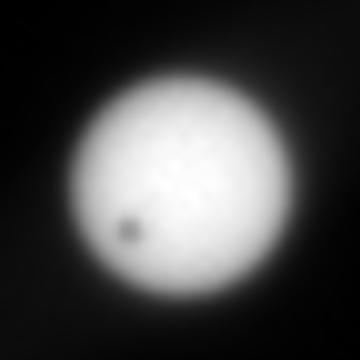
火衛二凌日。火衛二的角直径约為2'。
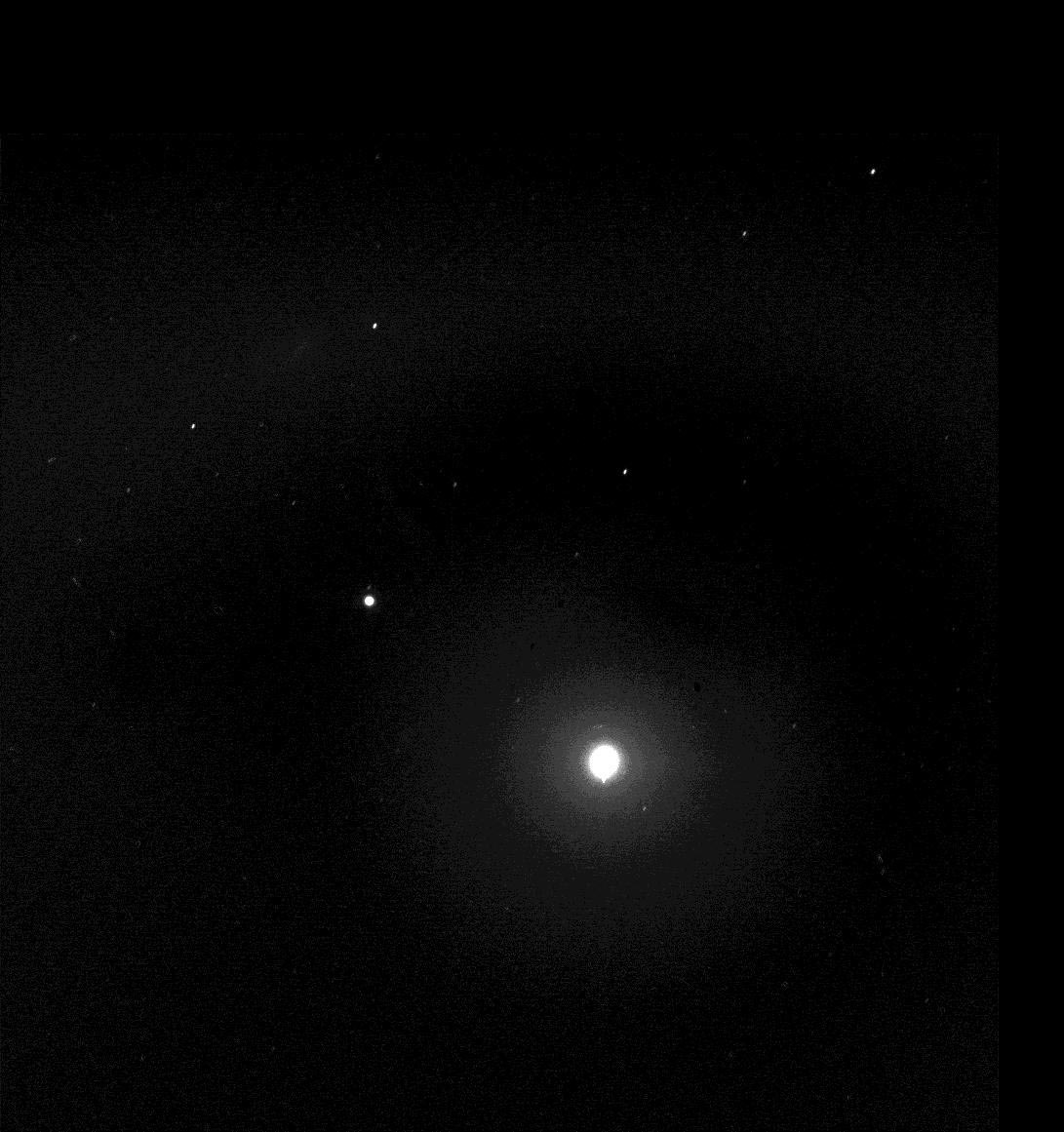
精神號於晚上所拍的兩個衛星，背景為人马座。照片亮度已增強。
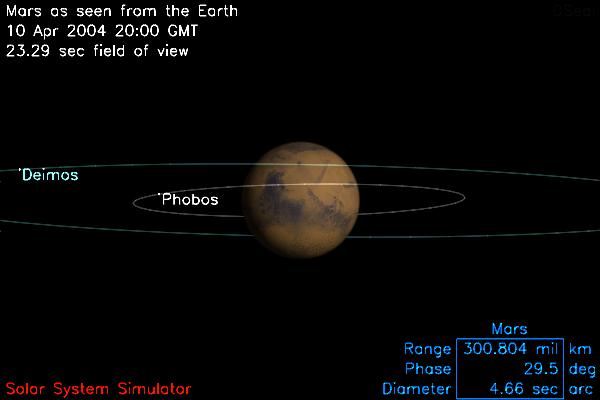
火星衛星軌道

## 外部連結
- Gazeteer of Planetary Nomenclature - Mars (USGS)（页面存档备份，存于）